# Manuel Palacio
Manuel Palacio Fajardo  (Mijagual, provincia de Maracaibo, 1784-Angostura, Tercera República de Venezuela, 8 de mayo de 1819) fue un abogado, médico, químico y político venezolano.

## Biografía
Nació en 1784 en Mijagual, que en ese entonces pertenecía a la provincia de Maracaibo y luego a la provincia de Barinas. Hijo de Manuel Antonio Palacio y Trinidad Fajardo. Estudió su bachillerato en el Real Colegio de San Buenaventura de Mérida. Obtuvo los grados de Doctor en Derecho Civil y Derecho Canónico, así como en medicina en la Real y Pontificia Universidad de Santa Fe de Bogotá.
Cuando estalla el movimiento independentista en 1810, se encontraba ejerciendo su profesión de médico en la ciudad de Guanare. Mijagual lo eligió como su representante al primer Congreso Constituyente de Venezuela, y como tal firmó el 5 de julio de 1811 la independencia absoluta.
En 1812, después de la caída de la Primera República, se refugió en Nueva Granada. El gobierno patriota lo comisionó a los Estados Unidos junto a Pedro Gual para buscar apoyo a la causa independentista hispanoamericana. Llegaron a Washington en diciembre de 1812 y  aunque lograron entrevistarse con el presidente James Madison este le manifestó que los Estados Unidos no podían tomar parte en la contienda por el Tratado de No Agresión firmado con España. Pasó luego a Francia, a donde llegó en marzo de 1813; pero sus gestiones en esta nación también fueron infructuosas.
A fines de enero de 1815 llega a Londres, donde se encuentra con otros patriotas suramericanos que buscaban ayuda para la independencia. En 1817 publicó en esa ciudad un libro titulado ‘’Outline of the Revolution in Spanish America’’ (Bosquejo de la Revolución en la América Española) que influirá positivamente en la opinión pública europea hacia la independencia de las colonias americanas de España. Gracias a ello en colaboración con Luis Lopez Mendez logra conseguir armas y muchos hombres que se vienen con él a luchar por la independencia. Llega a la isla de Margarita en octubre de 1818 y poco después reasume su condición de diputado para el Congreso de Angostura que Simón Bolívar había convocado para principios de 1819.
Es a Palacio Fajardo a quien Bolívar le encarga la revisión final del discurso que Bolívar dará en la instalación del Congreso de Angostura y también su publicación en el periódico patriota el Correo del Orinoco. El 15 de febrero de 1819 se instala el Congreso en Angostura. Pocos días después Bolívar lo nombra Secretario de Estado pero enferma de gravedad y no asume el cargo. Murió el 8 de mayo de 1819.

## Labor científica
Durante su estancia en Europa hizo estudios de química y perfeccionó sus conocimientos médicos.  En Londres publicó varios artículos sobre ciencias naturales. Se conocen tres: Sobre la explotación de carbonatos de sodio en la laguna de Urao del estado Mérida (1816), Apuntamientos sobre las principales circunstancias del terremoto de Caracas (1817) y una descripción geográfica del valle de Cúcuta (1817).